# Verchères (circonscription provinciale)
Pour les articles homonymes, voir Verchères (homonymie).
Circonscription électorale provinciale du Canada
Verchères est une circonscription électorale provinciale du Québec. Elle est située dans la région administrative de la Montérégie. La circonscription est nommée en l'honneur de Madeleine de Verchères.

## Historique
Le district électoral de Verchères a été créé en 1792 comme district électoral du Bas-Canada sous le nom de Surrey, nom qu'il a porté jusqu'en 1829. À partir de 1841, le district est conservé au sein du Parlement de la province du Canada, puis en 1867 comme district électoral de la province de Québec. 
Le district de Verchères a été regroupé avec une partie de Richelieu le temps d'une législature, de 1939 à 1944, sous le nom de Richelieu-Verchères. Reconstitué en 1944, il est modifié en 1972 quand il récupère une partie de Richelieu au nord et de Rouville à l'est, et cède de son territoire au sud à Chambly. En 1980 la nouvelle circonscription de Bertrand obtient une partie de Verchères à l'ouest ; en 1994 cette portion de territoire est récupérée par Verchères, qui cède cependant un autre secteur, plus au sud, pour contribuer à la nouvelle circonscription de Borduas. La circonscription est passablement modifiée en 2011 quand elle récupère de Marguerite-D'Youville la ville de Sainte-Julie mais cède à Borduas et Richelieu trois municipalités situés sur la rive de la rivière Richelieu.
Verchères est représentée de 1994 à 2005 par Bernard Landry, premier ministre du Québec de 2001 à 2003.

## Territoire et limites
La circonscription de Verchères comprend les municipalités suivantes :
- Calixa-Lavallée
- Contrecœur
- Saint-Amable
- Sainte-Julie
- Varennes
- Verchères

## Liste des députés

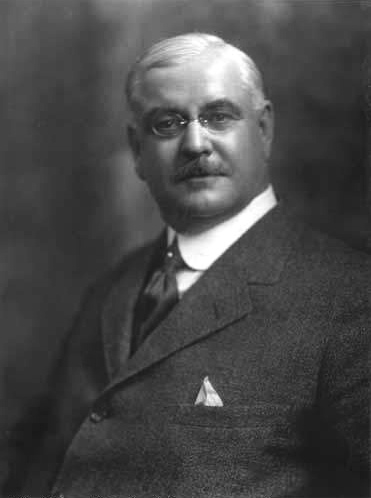
J.-Léonide Perron, Ministre de la voirie 1921-1929 et de l'Agriculture 1929-1930

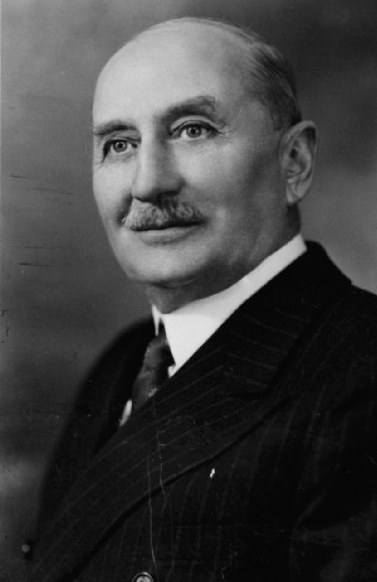
Félix Messier, député de 1927-1942

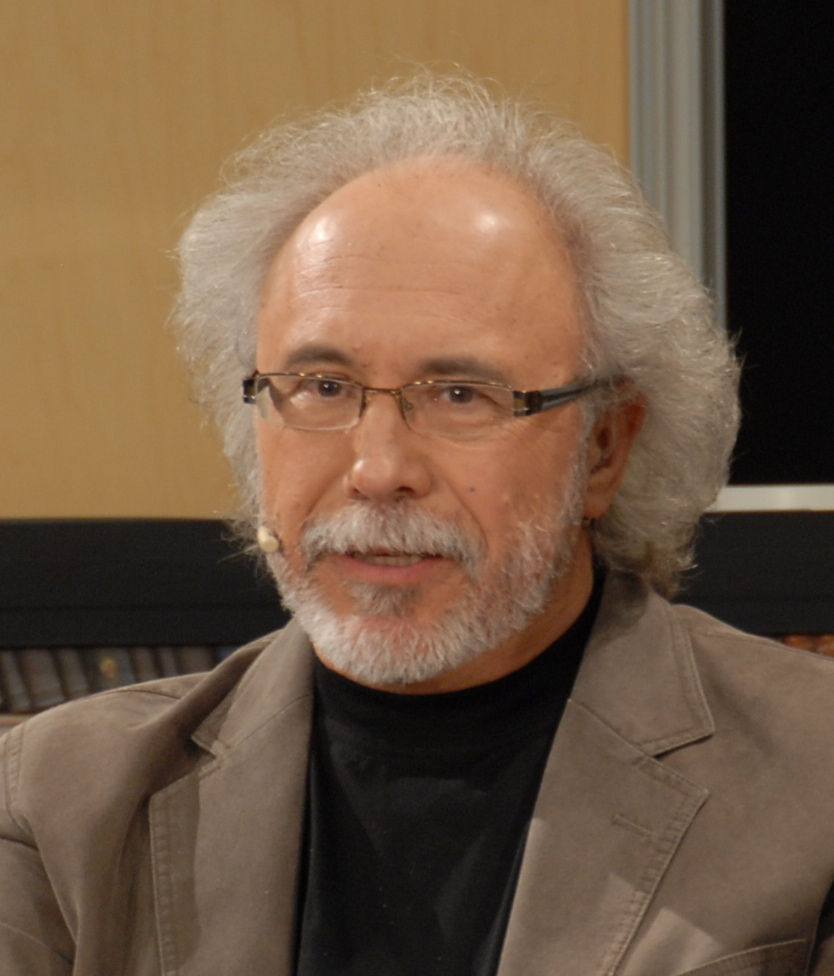
Jean-Pierre Charbonneau, député de 1976-1989

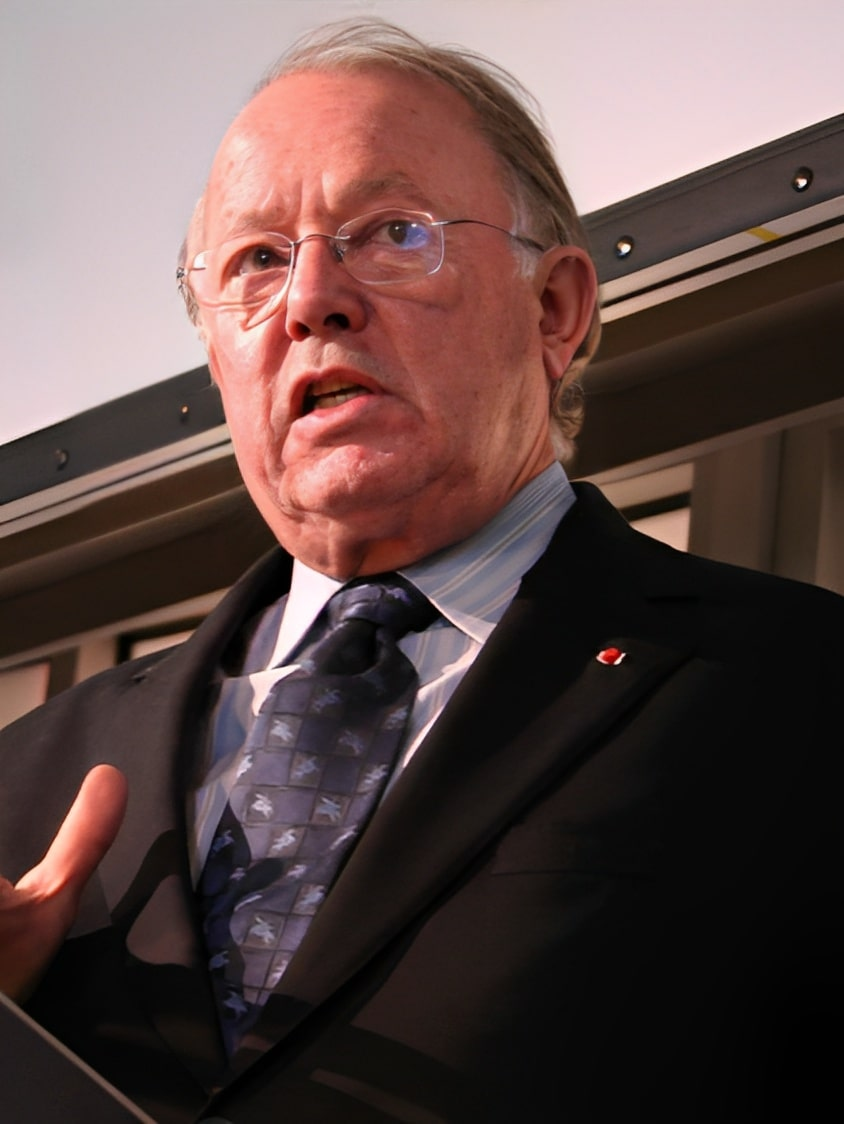
Bernard Landry, Premier ministre du Québec de 2001-2003

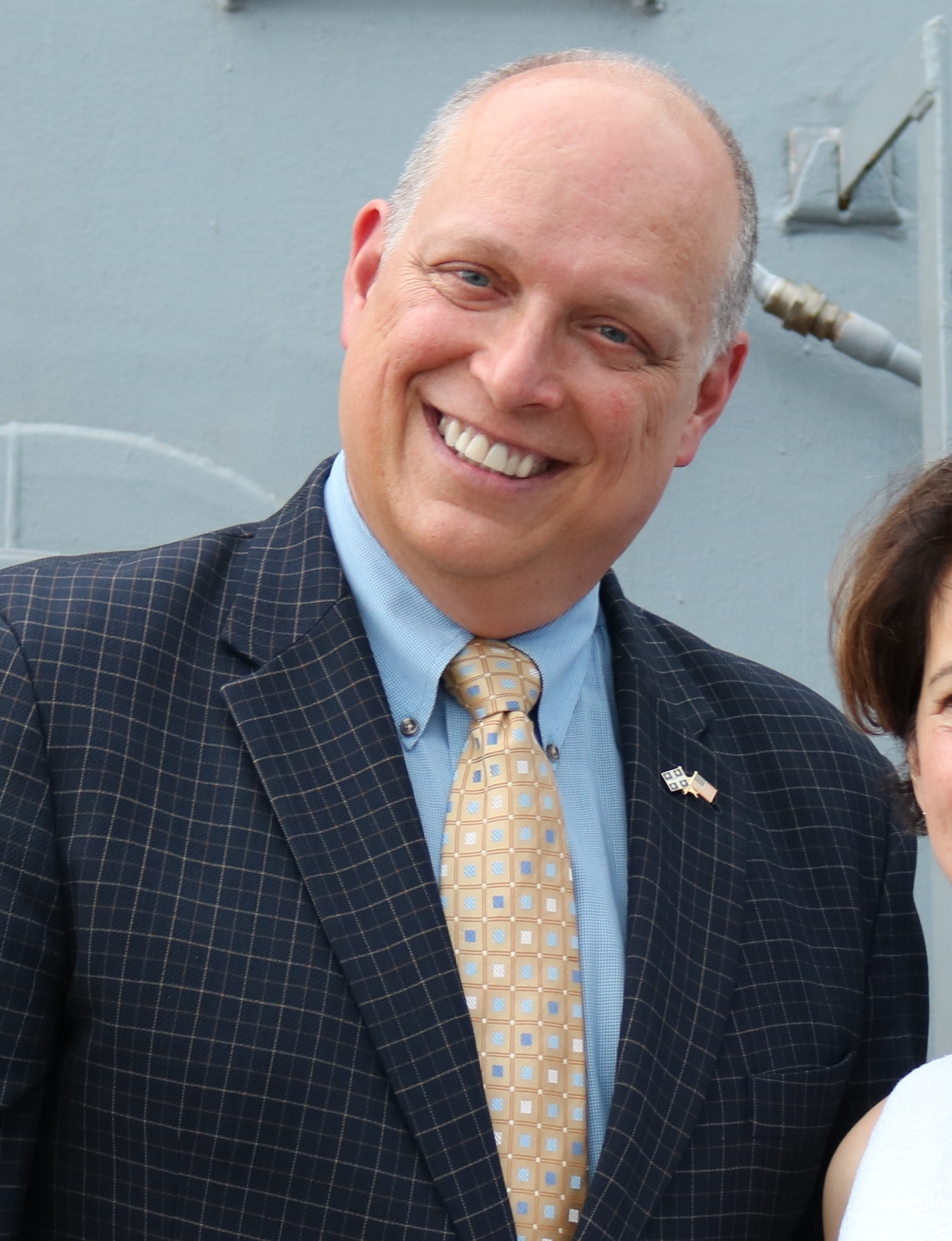
Stephane Bergeron, député provincial et fédéral

| Années                            | Années      | Député                   | Parti            |
| --------------------------------- | ----------- | ------------------------ | ---------------- |
|                                   | 1867 - 1871 | André-Boniface Craig     | Conservateur     |
|                                   | 1871 - 1875 | Joseph Daigle            | Libéral          |
|                                   | 1875 - 1878 | Joseph Daigle            | Libéral          |
|                                   | 1878 - 1879 | Jean-Baptiste Brousseau  | Libéral          |
|                                   | 1879 - 1881 | Achille Larose           | Libéral          |
|                                   | 1881 - 1886 | Abraham Bernard          | Libéral          |
|                                   | 1886 - 1890 | Albert-Alexandre Lussier | Libéral          |
|                                   | 1890 - 1892 | Albert-Alexandre Lussier | Libéral          |
|                                   | 1892 - 1897 | Albert-Alexandre Lussier | Libéral          |
|                                   | 1897 - 1898 | Étienne Blanchard        | Libéral          |
|                                   | 1898 - 1900 | Étienne Blanchard        | Libéral          |
|                                   | 1900 - 1904 | Étienne Blanchard        | Libéral          |
|                                   | 1904 - 1908 | Amédée Geoffrion         | Libéral          |
|                                   | 1908 - 1912 | Amédée Geoffrion         | Libéral          |
|                                   | 1912 - 1916 | Joseph-Léonide Perron    | Libéral          |
|                                   | 1916 - 1919 | Adrien Beaudry           | Libéral          |
|                                   | 1919 - 1921 | Adrien Beaudry           | Libéral          |
|                                   | 1921 - 1923 | Jean-Marie Richard       | Libéral          |
|                                   | 1923 - 1927 | Jean-Marie Richard       | Libéral          |
|                                   | 1927 - 1931 | Félix Messier            | Libéral          |
|                                   | 1931 - 1935 | Félix Messier            | Libéral          |
|                                   | 1935 - 1936 | Félix Messier            | Libéral          |
|                                   | 1936 - 1939 | Félix Messier            | Libéral          |
| Richelieu-Verchères (1939 - 1944) |             |                          |                  |
|                                   | 1944 - 1948 | Arthur Dupré             | Libéral          |
|                                   | 1948 - 1952 | Arthur Dupré             | Libéral          |
|                                   | 1952 - 1956 | Arthur Dupré             | Libéral          |
|                                   | 1956 - 1960 | Clodomir Ladouceur       | Union nationale  |
|                                   | 1960 - 1962 | Guy Lechasseur           | Libéral          |
|                                   | 1962 - 1966 | Guy Lechasseur           | Libéral          |
|                                   | 1966 - 1970 | Guy Lechasseur           | Libéral          |
|                                   | 1970 - 1973 | Guy Saint-Pierre         | Libéral          |
|                                   | 1973 - 1976 | Marcel Ostiguy           | Libéral          |
|                                   | 1976 - 1981 | Jean-Pierre Charbonneau  | Parti québécois  |
|                                   | 1981 - 1985 | Jean-Pierre Charbonneau  | Parti québécois  |
|                                   | 1985 - 1989 | Jean-Pierre Charbonneau  | Parti québécois  |
|                                   | 1989 - 1994 | Luce Dupuis              | Parti québécois  |
|                                   | 1994 - 1998 | Bernard Landry           | Parti québécois  |
|                                   | 1998 - 2003 | Bernard Landry           | Parti québécois  |
|                                   | 2003 - 2005 | Bernard Landry           | Parti québécois  |
|                                   | 2005 - 2007 | Stéphane Bergeron        | Parti québécois  |
|                                   | 2007 - 2008 | Stéphane Bergeron        | Parti québécois  |
|                                   | 2008 - 2012 | Stéphane Bergeron        | Parti québécois  |
|                                   | 2012 - 2014 | Stéphane Bergeron        | Parti québécois  |
|                                   | 2014 - 2018 | Stéphane Bergeron        | Parti québécois  |
|                                   | 2018 - 2022 | Suzanne Dansereau        | Coalition avenir |
|                                   | 2022 - ...  | Suzanne Roy              | Coalition avenir |

## Résultats électoraux
|                                                                                               | Nom                    | Parti              | Nombre de voix | %      | Maj.   |
| --------------------------------------------------------------------------------------------- | ---------------------- | ------------------ | -------------- | ------ | ------ |
|                                                                                               | Suzanne Roy            | Coalition avenir   | 23 672         | 51,3 % | 14 111 |
|                                                                                               | Cédric Gagnon-Ducharme | Parti québécois    | 9 561          | 20,7 % | -      |
|                                                                                               | Manon Harvey           | Québec solidaire   | 6 665          | 14,4 % | -      |
|                                                                                               | Pascal Déry            | Conservateur       | 3 269          | 7,1 %  | -      |
|                                                                                               | Gabriel Lévesque       | Libéral            | 2 438          | 5,3 %  | -      |
|                                                                                               | Nadim Saikali          | Vert               | 318            | 0,7 %  | -      |
|                                                                                               | Germain Dallaire       | Climat Québec      | 97             | 0,2 %  | -      |
|                                                                                               | Lucien Beauregard      | Indépendant        | 86             | 0,2 %  | -      |
|                                                                                               | Pauline Boisvert       | Démocratie directe | 55             | 0,1 %  | -      |
| Total                                                                                         | Total                  | Total              | 46 161         | 100 %  |        |
| Le taux de participation lors de l'élection était de 75,3 % et 586 bulletins ont été rejetés. |                        |                    |                |        |        |

|                                                                                               | Nom                         | Parti            | Nombre de voix | %      | Maj. |
| --------------------------------------------------------------------------------------------- | --------------------------- | ---------------- | -------------- | ------ | ---- |
|                                                                                               | Suzanne Dansereau           | Coalition avenir | 17 073         | 37,5 % | 827  |
|                                                                                               | Stéphane Bergeron (sortant) | Parti québécois  | 16 246         | 35,7 % | -    |
|                                                                                               | Jean-René Péloquin          | Québec solidaire | 6 723          | 14,8 % | -    |
|                                                                                               | Agnieszka Wnorowska         | Libéral          | 4 017          | 8,8 %  | -    |
|                                                                                               | Pierre-Olivier Downey       | Vert             | 701            | 1,5 %  | -    |
|                                                                                               | Vincent Hillel              | NPD Québec       | 403            | 0,9 %  | -    |
|                                                                                               | Lisette Benoit              | Conservateur     | 380            | 0,8 %  | -    |
| Total                                                                                         | Total                       | Total            | 45 543         | 100 %  |      |
| Le taux de participation lors de l'élection était de 77,4 % et 708 bulletins ont été rejetés. |                             |                  |                |        |      |

|                                                                                             | Nom                         | Parti            | Nombre de voix | %      | Maj.  |
| ------------------------------------------------------------------------------------------- | --------------------------- | ---------------- | -------------- | ------ | ----- |
|                                                                                             | Stéphane Bergeron (sortant) | Parti québécois  | 18 467         | 42,6 % | 5 307 |
|                                                                                             | Yves Renaud                 | Coalition avenir | 13 160         | 30,3 % | -     |
|                                                                                             | Simon Rocheleau             | Libéral          | 8 213          | 18,9 % | -     |
|                                                                                             | Céline Jarrousse            | Québec solidaire | 3 074          | 7,1 %  | -     |
|                                                                                             | Mathieu Coulombe            | Option nationale | 450            | 1 %    | -     |
| Total                                                                                       | Total                       | Total            | 43 364         | 100 %  |       |
| Le taux de participation lors de l'élection était de 77 % et 850 bulletins ont été rejetés. |                             |                  |                |        |       |

|                                                                                               | Nom                         | Parti                  | Nombre de voix | %      | Maj.  |
| --------------------------------------------------------------------------------------------- | --------------------------- | ---------------------- | -------------- | ------ | ----- |
|                                                                                               | Stéphane Bergeron (sortant) | Parti québécois        | 22 052         | 47,3 % | 7 370 |
|                                                                                               | Chantal Soucy               | Coalition avenir       | 14 682         | 31,5 % | -     |
|                                                                                               | Maxime St-Onge              | Libéral                | 6 419          | 13,8 % | -     |
|                                                                                               | Marie-Thérèse Toutant       | Québec solidaire       | 1 900          | 4,1 %  | -     |
|                                                                                               | Diane Massicotte            | Option nationale       | 1 035          | 2,2 %  | -     |
|                                                                                               | Steven Terranova            | Indépendant            | 297            | 0,6 %  | -     |
|                                                                                               | Mario Geoffrion             | Coalition constituante | 269            | 0,6 %  | -     |
| Total                                                                                         | Total                       | Total                  | 46 654         | 100 %  |       |
| Le taux de participation lors de l'élection était de 84,1 % et 608 bulletins ont été rejetés. |                             |                        |                |        |       |

## Référendums
|  | Référendum                     | % du OUI | % du NON | Taux de participation |
|  | Référendum de 1980             | 48,22 %  | 51,78 %  | 88,76 %               |
|  | Accord de Charlottetown (1992) | 32,91 %  | 67,09 %  | 86,50 %               |
|  | Référendum de 1995             | 66,87 %  | 33,13 %  | 94,82 %               |